# Saison 2025-2026 des 76ers de Philadelphie
La saison 2025-2026 des 76ers de Philadelphie est la 87e saison de la franchise en National Basketball Association (NBA).

## Draft
| Tour | Choix | Joueur          | Poste | Nationalité | Provenance      |
| ---- | ----- | --------------- | ----- | ----------- | --------------- |
| 1    | 3     | V. J. Edgecombe | SG    | Bahamas     | Bears de Baylor |
| 2    | 35    | Johni Broome    | PF/C  | États-Unis  | Tigers d'Auburn |

## Matchs

### Summer League
| Summer League Total: 4-4 |

| Match | Date match | Équipe        | Score   | Meilleur marqueur    | Meilleur rebondeur   | Meilleur passeur        | Lieux Spectateurs            | Série |
| ----- | ---------- | ------------- | ------- | -------------------- | -------------------- | ----------------------- | ---------------------------- | ----- |
| 1     | 5 juillet  | Utah          | D 89-93 | V. J. Edgecombe (28) | V. J. Edgecombe (10) | Jalen Hood-Schifino (8) | Jon M. Huntsman Center 9 196 | 0 - 1 |
| 2     | 7 juillet  | Oklahoma City | D 78-89 | Judah Mintz (21)     | Justin Edwards (6)   | Justin Edwards (5)      | Jon M. Huntsman Center 0     | 0 - 2 |
| 3     | 8 juillet  | Memphis       | V 91-90 | Judah Mintz (26)     | Johni Broome (12)    | Jalen Hood-Schifino (7) | Jon M. Huntsman Center 0     | 1 - 2 |

| Match | Date match | Équipe      | Score    | Meilleur marqueur      | Meilleur rebondeur  | Meilleur passeur  | Lieux Spectateurs      | Série |
| ----- | ---------- | ----------- | -------- | ---------------------- | ------------------- | ----------------- | ---------------------- | ----- |
| 1     | 10 juillet | San Antonio | D 70-111 | Keve Aluma (12)        | Trois joueurs (5)   | Judah Mintz (3)   | Thomas & Mack Center 0 | 0 - 1 |
| 2     | 12 juillet | Charlotte   | D 94-96  | Judah Mintz (24)       | Dominick Barlow (9) | Mintz, Sallis (4) | Thomas & Mack Center 0 | 0 - 2 |
| 3     | 15 juillet | Washington  | V 74-58  | Justin Edwards (17)    | Johni Broome (10)   | Judah Mintz (5)   | Thomas & Mack Center 0 | 1 - 2 |
| 4     | 16 juillet | Dallas      | V 90-82  | Armstrong, Broome (22) | Johni Broome (14)   | Judah Mintz (4)   | Thomas & Mack Center 0 | 2 - 2 |
| 5     | 18 juillet | Brooklyn    | V 87-83  | Mark Armstrong (23)    | Jalen Slawson (10)  | Judah Mintz (4)   | Thomas & Mack Center 0 | 3 - 2 |

### Pré-saison
| Pré-saison Total: 0-0 (Domicile : 0-0; Extérieur : 0-0) |

### Saison régulière
| Saison régulière Total: 0-0 (Domicile : 0-0; Extérieur : 0-0) |

### Confrontations en saison régulière
| Conférence Est      | Conférence Est                        | Conférence Est                        | Conférence Est                        | Conférence Est                        | Conférence Ouest                      | Conférence Ouest                      | Conférence Ouest                      |
| Division Atlantique | Division Atlantique                   | Division Atlantique                   | Division Atlantique                   | Division Atlantique                   | Division Nord-Ouest                   | Division Nord-Ouest                   | Division Nord-Ouest                   |
| Équipe              | Domicile                              | Domicile                              | Extérieur                             | Extérieur                             | Équipe                                | Domicile                              | Extérieur                             |
| ------------------- | ------------------------------------- | ------------------------------------- | ------------------------------------- | ------------------------------------- | ------------------------------------- | ------------------------------------- | ------------------------------------- |
| Boston              |                                       |                                       |                                       |                                       | Denver                                |                                       |                                       |
| Brooklyn            |                                       |                                       |                                       |                                       | Minnesota                             |                                       |                                       |
| New York            |                                       |                                       |                                       |                                       | Oklahoma City                         |                                       |                                       |
|                     |                                       |                                       |                                       |                                       | Portland                              |                                       |                                       |
| Toronto             |                                       |                                       |                                       |                                       | Utah                                  |                                       |                                       |
| Division            | 0–0 (Domicile : 0–0; Extérieur : 0–0) | 0–0 (Domicile : 0–0; Extérieur : 0–0) | 0–0 (Domicile : 0–0; Extérieur : 0–0) | 0–0 (Domicile : 0–0; Extérieur : 0–0) | Division                              | 0–0 (Domicile : 0–0; Extérieur : 0–0) | 0–0 (Domicile : 0–0; Extérieur : 0–0) |
| Division Centrale   | Division Centrale                     | Division Centrale                     | Division Centrale                     | Division Centrale                     | Division Pacifique                    | Division Pacifique                    | Division Pacifique                    |
| Équipe              | Domicile                              | Domicile                              | Extérieur                             | Extérieur                             | Équipe                                | Domicile                              | Extérieur                             |
| Chicago             |                                       |                                       |                                       |                                       | Golden State                          |                                       |                                       |
| Cleveland           |                                       |                                       |                                       |                                       | L.A. Clippers                         |                                       |                                       |
| Détroit             |                                       |                                       |                                       |                                       | L.A. Lakers                           |                                       |                                       |
| Indiana             |                                       |                                       |                                       |                                       | Phoenix                               |                                       |                                       |
| Milwaukee           |                                       |                                       |                                       |                                       | Sacramento                            |                                       |                                       |
| Division            | 0–0 (Domicile : 0–0; Extérieur : 0–0) | 0–0 (Domicile : 0–0; Extérieur : 0–0) | 0–0 (Domicile : 0–0; Extérieur : 0–0) | 0–0 (Domicile : 0–0; Extérieur : 0–0) | Division                              | 0–0 (Domicile : 0–0; Extérieur : 0–0) | 0–0 (Domicile : 0–0; Extérieur : 0–0) |
| Division Sud-Est    | Division Sud-Est                      | Division Sud-Est                      | Division Sud-Est                      | Division Sud-Est                      | Division Sud-Ouest                    | Division Sud-Ouest                    | Division Sud-Ouest                    |
| Équipe              | Domicile                              | Domicile                              | Extérieur                             | Extérieur                             | Équipe                                | Domicile                              | Extérieur                             |
| Atlanta             |                                       |                                       |                                       |                                       | Dallas                                |                                       |                                       |
| Charlotte           |                                       |                                       |                                       |                                       | Houston                               |                                       |                                       |
| Miami               |                                       |                                       |                                       |                                       | Memphis                               |                                       |                                       |
| Orlando             |                                       |                                       |                                       |                                       | New Orleans                           |                                       |                                       |
| Washington          |                                       |                                       |                                       |                                       | San Antonio                           |                                       |                                       |
| Division            | 0–0 (Domicile : 0–0; Extérieur : 0–0) | 0–0 (Domicile : 0–0; Extérieur : 0–0) | 0–0 (Domicile : 0–0; Extérieur : 0–0) | 0–0 (Domicile : 0–0; Extérieur : 0–0) | Division                              | 0–0 (Domicile : 0–0; Extérieur : 0–0) | 0–0 (Domicile : 0–0; Extérieur : 0–0) |
| Conférence          | 0–0 (Domicile : 0–0; Extérieur : 0–0) | 0–0 (Domicile : 0–0; Extérieur : 0–0) | 0–0 (Domicile : 0–0; Extérieur : 0–0) | 0–0 (Domicile : 0–0; Extérieur : 0–0) | Conférence                            | 0–0 (Domicile : 0–0; Extérieur : 0–0) | 0–0 (Domicile : 0–0; Extérieur : 0–0) |
| Total               | 0–0 (Domicile : 0–0; Extérieur : 0–0) | 0–0 (Domicile : 0–0; Extérieur : 0–0) | 0–0 (Domicile : 0–0; Extérieur : 0–0) | 0–0 (Domicile : 0–0; Extérieur : 0–0) | 0–0 (Domicile : 0–0; Extérieur : 0–0) | 0–0 (Domicile : 0–0; Extérieur : 0–0) | 0–0 (Domicile : 0–0; Extérieur : 0–0) |